# حجاجوفيتش
أحمد حجاج وملقب بحجاجوفيتش رحالة مصري ومغامر وخبير سياحي مصري، اشتهر بلقب «ابن بطوطة القرن 21». سافر حجاجوفيتش حتى الآن إلى أكثر من 136 دولة حول العالم ووثقها بالصورة والفيديو كما أعطى محاضرات كثيرة لأطفال المدارس وشباب الجامعات في جميع هذه الدول مروجا لرسالة السلام.
أطلق عليه صديقه الصحفي الروسي مارسال تيبوف اسم «حجاجوفيتش» الذي لقى صدى إعلامي واسع حيث أن فيتش تعني المنتصر.
ظهر حجاجوفيتش في أكثر من 1500 مؤسسه إعلامية مرئية ومسموعة ومقرؤة بجميع الدول التي زارها.

## نشأته ودراسته
ولد حجاجوفيتش يوم 7 أكتوبر عام 1984 لأبوان مصريان في حى روكسى بمنطقة مصر الجديدة.
درس حجاجوفيتش بكليه الحاسبات والمعلومات جامعة عين شمس وتخرج منها عام 2007 وهو نفس العام الذي بدأ فيه رحلاته، يتقن أربع لغات بجانب اللغة العربية وهم: الأنجليزيه والبرتغاليه والأسبانيه والفرنسية.

## من انجازاته
وصل أحمد حجاجوفيتش 133 دوله وهذا يعد أكثر من البلاد التي وثقتها مؤسسه (ناشيونال جيوغرافيك) نفسها، هو أول مصري يزور ممكله تونغا وهي أبعد نقطه عن مصر حيث تقع في المحيط الهادي.
أول مصري في التاريخ يرفع علم مصر في القطبين الشمالي والجنوبي
•	أول مصري يزور غرينلاند القطب الشمالي.[بحاجة لمصدر]
•	وأول مصري وعربى وأفريقى يأخذ رحله القطار السيبيرى وهي أطول رحله قطار في العالم حيث تبلغ مددتها 250 ساعه في جو قارص البرودة.[بحاجة لمصدر]
•	أول مصري يخوض تجربه أعلى سكاى دايفنج في العالم بأستراليا حيث يبلغ أرتفاع القفزة 17,500 قدم.[بحاجة لمصدر]
•	أول مصري يقفز من أعلى برج في ماكاو 233 متر.[بحاجة لمصدر]
•	أول مصري يجلس بداخل غرفه درجه حرارتها تحت الصفر ب120 درجه مئويه لمدة خمس دقائق.
تم منحه قلادة الشرف المصري تكريما لمجهوداته الوطنية
تم منحه درع وزارة الشباب المصرية تقديرا لدعمه للشباب المصري.

## لقاءاته مع أهم الشخصيات في العالم

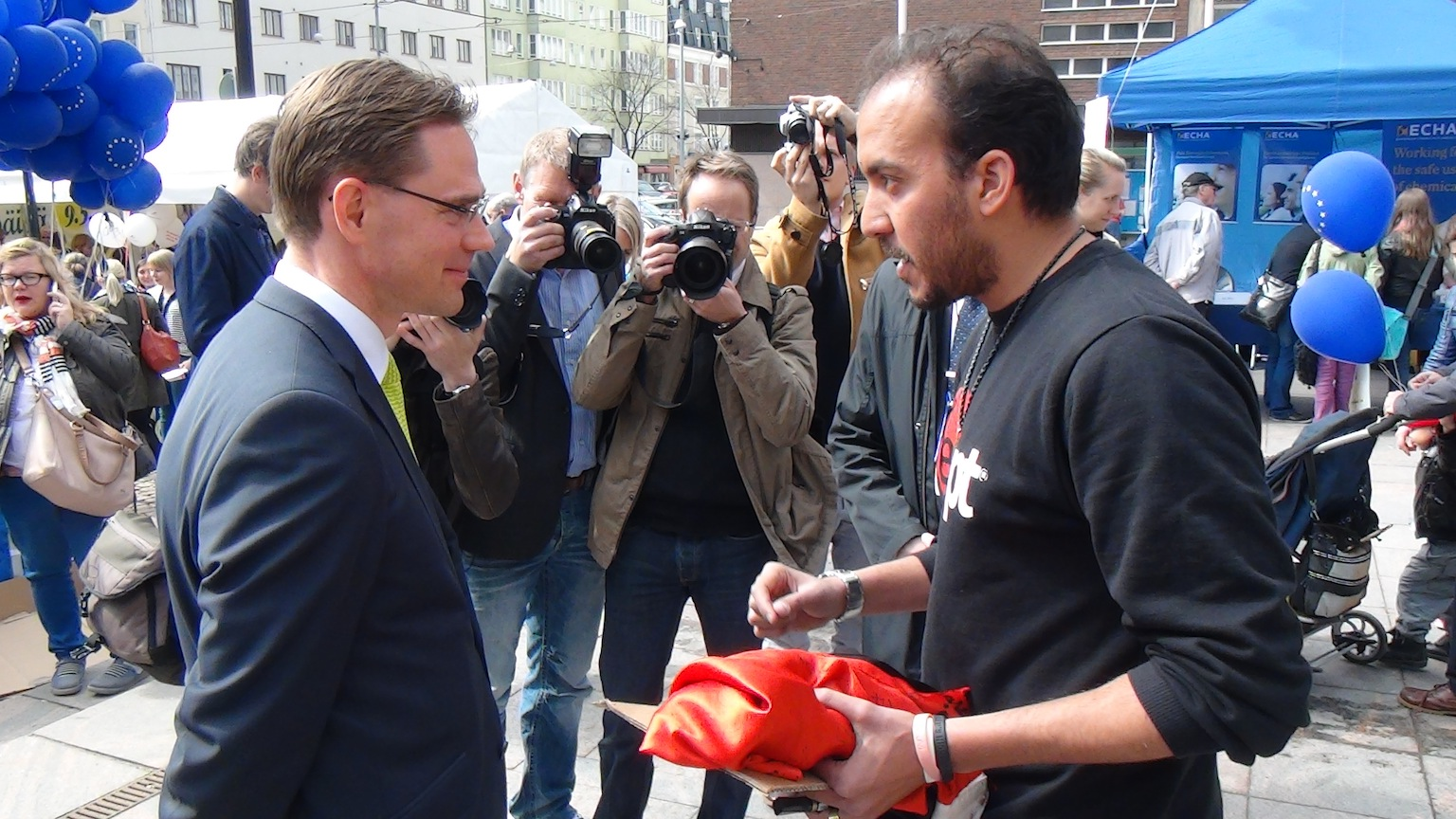
حجاجوفيتش مع رئيس وزراء فنلندا

ألتقى حجاجوفيتش خلال سفره بعدد من أهم وأبرز الشخصيات العالمية ومنهم الرئيس البرازيلى السابق (لولا دا سيلفا) ورئيسه الأرجينتين (كريستينا فرنانديز) في اليوم العالمى للمرأة، و (مهاتير محمد) رئيس وزراء ماليزيا السابق الذي كان يفكر فكيفيه الأستفادة من حجاجوفيتش في تنشيط سياحه ماليزيا، ألتقى أيضا بمستشار الأمبراطور اليابانى ومستشار ملك تايلاند ورئيس الاتحاد الأوروبي وأمين عام الأمم المتحدة بان كي مون، وأمير مملكه تونغا، ورئيس وزراء ليتوانيا، رئيس وزراء فنلندا، التقى أيضا باز ألدرين ثاني إنسان يضع قدمه على القمر والعديد من العائلات المالكه ورؤساء الوزراء والوزراء وجميع سفراء مصر بالدول التي زارها.
وفي داخل مصر ألتقى بالكثير من الرموز السياسية والدينيه على رأسهم (عبد الفتاح السيسي) الذي وقع له على العلم المصري الشهير ووزير الخارجية الحالى (سامح شكرى) ووزير الخارجية المصري السابق (نبيل فهمى) ووزير السياحة الأسبق (محمد كامل عمرو), والراحل البابا (شنودة الثالث، وفضيله شيخ الأزهر (أحمد الطيب) والرئيس السابق (محمد مرسي)

## كلمته بالأمم المتحدة

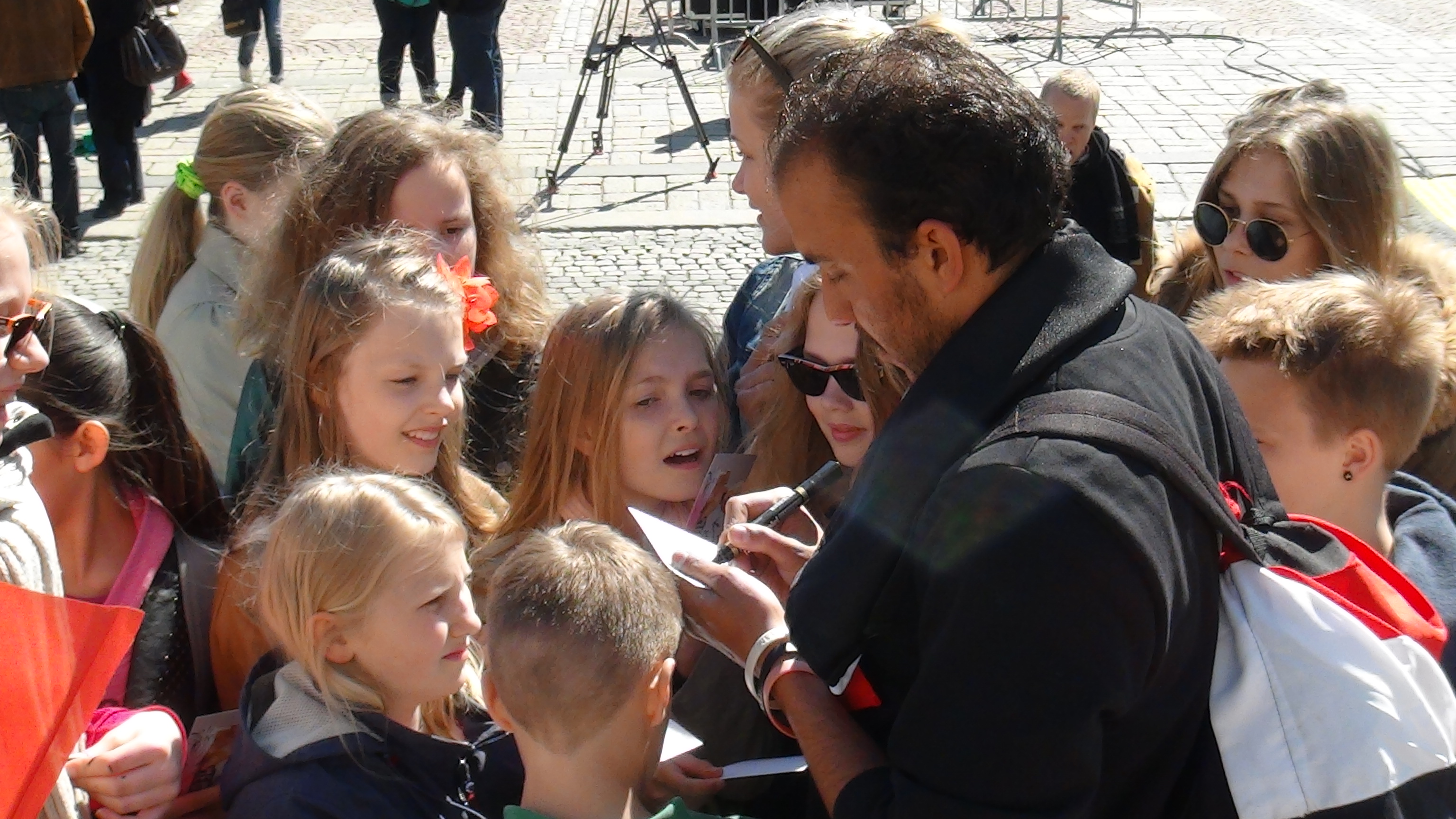
مع أطفال فنلندا لدى زيارته لهلسنكى

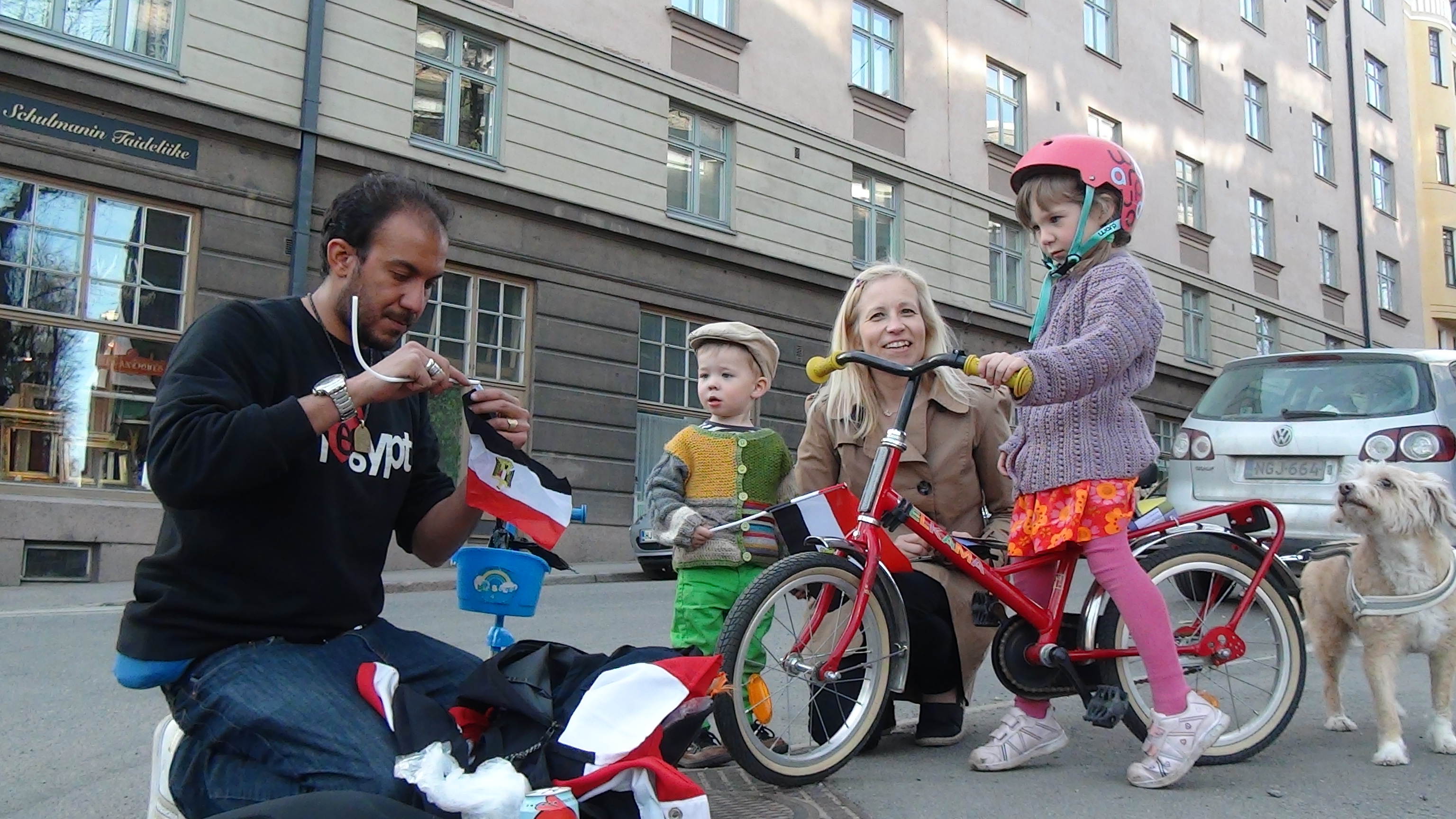
حجاجوفيتش يهدى بعض الأطفال علم مصر

في 21 سبتمبر 2014 وبمناسبه أحتفال الأمم المتحدة باليوم العالمي للسلام تم دعوة الرحالة المصري أحمد حجاجوفيتش ليلقى كلمه أمام القادة بمقر هيئه الأمم المتحدة بنيويورك أختيارا له من بين ملايين الشباب حول العالم ليكون سفيرا عن شباب العالم، في كلمته التي ألقاها بعنوان «حق الشعوب في السلم» كما ألتقى بعد الكلمة بالسيد بان كي مون أمين عام الأمم المتحدة الذي أشاد بدور الرحالة المصري في نشر رساله السلام والمحبة في جميع دول العالم.

## حجاجوفيتش في وسائل الإعلام
ظهر حجاجوفيتش على كثير من صفحات الصحف العالمية في كثير من بلاد العالم ومن أبرزهم مجلة التايمز التي قالت عنه:((حجاجوفيتش هو السفير غير العادى لمصر)).
كما ظهر في 1500 مؤسسه إعلاميه مرئية ومسموعه ومقرؤه بجميع الدول التي زارها.
وقد سجل حجاجوفيتش برنامج خاص به عرض الموسم الأول منه على (قناة الحياة 2) المصرية باسم (حجاجوفيتش حول العالم) أستعرض من خلاله بعض الصور والفيديوهات عن شعوب العالم في بعض الدول هم:
(اليابان – فيتنام – تايلاند – الهند – ماكاو – ماليزيا – هونج كونج – إندونسيا – سنغافورة – تايوان - الصين – كوريا –روسيا –سيبيريا - منغوليا).
وقد حصل هذا البرنامج على جائزة واحد من أفضل برامج التلفزيون الواقعى للسفر والرحلات من مهرجان دبي الدولى.

## الداعمون
شركه مصر للطيران هي الناقل الرسمي لرحلات أحمد حجاجوفيتش لجميع دول العالم من خلال البروتكول الموقع بينهم.

## وصلات خارجية
- الموقع الرسمي